# Villa Castelnuovo (Palerme)
Pour les articles homonymes, voir Villa Castelnuovo.
La Villa Castelnuovo, en italien Villa Castelnuovo ai Colli, est une villa de Palerme, située dans la Piana dei Colli, au nord de la ville, près du Parco della Favorita.

## Histoire
La villa a été la résidence de la famille Cottone, princes de Castelnuovo.
Le prince Carlo Cottone, auteur de la Constitution sicilienne de 1812, a fondé ici un institut d'agriculture.